# 梅泽堡
梅泽堡（德語：Merseburg，發音：[ˈmɛʁzəbʊʁk] ⓘ）是德国萨克森-安哈尔特州萨勒县的城市，也是萨勒县的县治，面积53.76平方千米，2023年12月31日人口为34,721人。梅泽堡以城堡而著名，附近诸多化工园区。

## 友好城市
- 法國 沙蒂永
- 義大利 真扎诺-迪罗马
- 德国 博特罗普